# Micrasema setiferum
Micrasema setiferum är en nattsländeart som först beskrevs av Francois Jules Pictet de la Rive 1834.  Micrasema setiferum ingår i släktet Micrasema och familjen bäcknattsländor. Arten är reproducerande i Sverige. Utöver nominatformen finns också underarten M. s. dolcinii.